# Coupe de la Ligue de rugby à XV
La Coupe de la Ligue est une compétition de rugby à XV opposant les clubs des deux divisions professionnelles françaises.

## Format
La Coupe de la Ligue est organisée par la Ligue nationale de rugby succédant à la Coupe de France « Yves-du-Manoir ».
Elle met en compétition les clubs des championnats de première division et de deuxième division, les deux échelons professionnels de rugby à XV en France.
Lors des trois éditions, elle fut remportée par deux clubs : l'AS Montferrand (2001) et le Stade rochelais (2002 et 2003). 
La Rochelle devenant le seul club de première et de seconde division à remporter ce trophée.

## Palmarès
| Date         | Vainqueur       | Score   | Finaliste           | Lieu                                |
| ------------ | --------------- | ------- | ------------------- | ----------------------------------- |
| 8 avril 2001 | AS Montferrand  | 34 - 24‌ | FC Auch             | Stade Sapiac, Montauban             |
| 23 mars 2002 | Stade rochelais | 23 - 19 | Biarritz olympique  | Stade Marcel-Deflandre, La Rochelle |
| 27 mars 2003 | Stade rochelais | 22 - 20 | CS Bourgoin-Jallieu | Stade Marcel-Deflandre, La Rochelle |

## Coupe de la Ligue 2000-2001

### Phase finale
|  | Quarts de finale  | Quarts de finale  | Quarts de finale | Quarts de finale |                |                | Demi-finales | Demi-finales | Demi-finales | Demi-finales |  |  | Finale                                | Finale                                | Finale                                | Finale                                |
|  |                   |                   |                  |                  |                |                |              |              |              |              |  |  |                                       |                                       |                                       |                                       |
|  | 17 mars 2001      | 17 mars 2001      | 17 mars 2001     | 17 mars 2001     |                |                | 24 mars 2001 | 24 mars 2001 | 24 mars 2001 | 24 mars 2001 |  |  | 8 avril 2001, Stade Sapiac, Montauban | 8 avril 2001, Stade Sapiac, Montauban | 8 avril 2001, Stade Sapiac, Montauban | 8 avril 2001, Stade Sapiac, Montauban |
|  | 17 mars 2001      | 17 mars 2001      | 17 mars 2001     | 17 mars 2001     |                |                | 24 mars 2001 | 24 mars 2001 | 24 mars 2001 | 24 mars 2001 |  |  | 8 avril 2001, Stade Sapiac, Montauban | 8 avril 2001, Stade Sapiac, Montauban | 8 avril 2001, Stade Sapiac, Montauban | 8 avril 2001, Stade Sapiac, Montauban |
|  | AS Montferrand    | AS Montferrand    | 27               | 27               |                |                | 24 mars 2001 | 24 mars 2001 | 24 mars 2001 | 24 mars 2001 |  |  | 8 avril 2001, Stade Sapiac, Montauban | 8 avril 2001, Stade Sapiac, Montauban | 8 avril 2001, Stade Sapiac, Montauban | 8 avril 2001, Stade Sapiac, Montauban |
|  | AS Montferrand    | AS Montferrand    | 27               | 27               |                |                | 24 mars 2001 | 24 mars 2001 | 24 mars 2001 | 24 mars 2001 |  |  | 8 avril 2001, Stade Sapiac, Montauban | 8 avril 2001, Stade Sapiac, Montauban | 8 avril 2001, Stade Sapiac, Montauban | 8 avril 2001, Stade Sapiac, Montauban |
|  | Stade rochelais   | Stade rochelais   | 26               | 26               |                |                | 24 mars 2001 | 24 mars 2001 | 24 mars 2001 | 24 mars 2001 |  |  | 8 avril 2001, Stade Sapiac, Montauban | 8 avril 2001, Stade Sapiac, Montauban | 8 avril 2001, Stade Sapiac, Montauban | 8 avril 2001, Stade Sapiac, Montauban |
|  | Stade rochelais   | Stade rochelais   | 26               | 26               | AS Montferrand | AS Montferrand | 44           | 44           |              |              |  |  | 8 avril 2001, Stade Sapiac, Montauban | 8 avril 2001, Stade Sapiac, Montauban | 8 avril 2001, Stade Sapiac, Montauban | 8 avril 2001, Stade Sapiac, Montauban |
|  | 17 mars 2001      |                   |                  |                  | AS Montferrand | AS Montferrand | 44           | 44           |              |              |  |  | 8 avril 2001, Stade Sapiac, Montauban | 8 avril 2001, Stade Sapiac, Montauban | 8 avril 2001, Stade Sapiac, Montauban | 8 avril 2001, Stade Sapiac, Montauban |
|  |                   |                   | Section paloise  | Section paloise  | 36             | 36             |              |              |              |              |  |  | 8 avril 2001, Stade Sapiac, Montauban | 8 avril 2001, Stade Sapiac, Montauban | 8 avril 2001, Stade Sapiac, Montauban | 8 avril 2001, Stade Sapiac, Montauban |
|  | Section paloise   | Section paloise   | Section paloise  | Section paloise  | 36             | 36             | 44           | 44           |              |              |  |  | 8 avril 2001, Stade Sapiac, Montauban | 8 avril 2001, Stade Sapiac, Montauban | 8 avril 2001, Stade Sapiac, Montauban | 8 avril 2001, Stade Sapiac, Montauban |
|  | Section paloise   | Section paloise   | 24 mars 2001     |                  |                |                | 44           | 44           |              |              |  |  | 8 avril 2001, Stade Sapiac, Montauban | 8 avril 2001, Stade Sapiac, Montauban | 8 avril 2001, Stade Sapiac, Montauban | 8 avril 2001, Stade Sapiac, Montauban |
|  | FC Grenoble       | FC Grenoble       | 17               | 17               |                |                |              |              |              |              |  |  | 8 avril 2001, Stade Sapiac, Montauban | 8 avril 2001, Stade Sapiac, Montauban | 8 avril 2001, Stade Sapiac, Montauban | 8 avril 2001, Stade Sapiac, Montauban |
|  | FC Grenoble       | FC Grenoble       | 17               | 17               | AS Montferrand | AS Montferrand | 34           | 34           |              |              |  |  |                                       |                                       |                                       |                                       |
|  | 17 mars 2001      |                   |                  |                  | AS Montferrand | AS Montferrand | 34           | 34           |              |              |  |  |                                       |                                       |                                       |                                       |
|  |                   |                   | FC Auch Gers     | FC Auch Gers     | 24             | 24             |              |              |              |              |  |  |                                       |                                       |                                       |                                       |
|  | FC Auch Gers      | FC Auch Gers      | FC Auch Gers     | FC Auch Gers     | 24             | 24             | 45           | 45           |              |              |  |  |                                       |                                       |                                       |                                       |
|  | FC Auch Gers      | FC Auch Gers      |                  |                  |                |                |              |              |              |              |  |  |                                       |                                       |                                       |                                       |
|  | Castres olympique | Castres olympique | 27               | 27               |                |                |              |              |              |              |  |  |                                       |                                       |                                       |                                       |
|  | Castres olympique | Castres olympique | 27               | 27               | FC Auch Gers   | FC Auch Gers   | 38           | 38           |              |              |  |  |                                       |                                       |                                       |                                       |
|  | 17 mars 2001      |                   |                  |                  | FC Auch Gers   | FC Auch Gers   | 38           | 38           |              |              |  |  |                                       |                                       |                                       |                                       |
|  |                   |                   | USA Perpignan    | USA Perpignan    | 33             | 33             |              |              |              |              |  |  |                                       |                                       |                                       |                                       |
|  | USA Perpignan     | USA Perpignan     | USA Perpignan    | USA Perpignan    | 33             | 33             | 61           | 61           |              |              |  |  |                                       |                                       |                                       |                                       |
|  | USA Perpignan     | USA Perpignan     |                  |                  |                |                |              | 61           |              |              |  |  |                                       |                                       |                                       |                                       |
|  | CA Périgeux       | CA Périgeux       | 19               | 19               |                |                |              |              |              |              |  |  |                                       |                                       |                                       |                                       |
|  | CA Périgeux       | CA Périgeux       | 19               | 19               |                |                |              |              |              |              |  |  |                                       |                                       |                                       |                                       |
|  |                   |                   |                  |                  |                |                |              |              |              |              |  |  |                                       |                                       |                                       |                                       |

#### Finale
| 31 mars 2001 15 h | AS Montferrand | 34 - 24 (22 - 8) | FC Auch Gers | Stade Sapiac, Montauban 3 500 spectateurs Arbitre : Roger Duhau |
| 31 mars 2001 15 h | Essai(s) : 5 Nadau (2e), Hiot (13e), Marlu (24e), Guntert (45e), Boome (80e+2) Transformation(s) : 3 Nicol (2e, 24e, 80e+2) Pénalité(s) : 1 Nicol (39e) |                  | Essai(s) : 3 Saint-Lary (5e), Dhien (56e, 76e) Pénalité(s) : 3 Bortolussi (21e, 42e, 60e) Carton(s) jaune(s) : 1 Dalgalarondo (41e) | Stade Sapiac, Montauban 3 500 spectateurs Arbitre : Roger Duhau |
| 31 mars 2001 15 h | |                  | | Stade Sapiac, Montauban 3 500 spectateurs Arbitre : Roger Duhau |

## Coupe de la Ligue 2001-2002

### Quarts de finale
| 2002 | Stade rochelais | 29 - 13 | AS Montferrand |  |
| 2002 |                 |         |                |  |
| 2002 |                 |         |                |  |

| 2002 | CS Bourgoin-Jallieu | 24 - 10 | USA Perpignan |  |
| 2002 |                     |         |               |  |
| 2002 |                     |         |               |  |

| 2002 | US Dax | 9 - 15 | Biarritz olympique |  |
| 2002 |        |        |                    |  |
| 2002 |        |        |                    |  |

| 2002 | Stade toulousain | 36 - 12 | Castres olympique |  |
| 2002 |                  |         |                   |  |
| 2002 |                  |         |                   |  |

### Demi-finales
| 2002 | Stade rochelais | 37 - 13 | CS Bourgoin-Jallieu |  |
| 2002 |                 |         |                     |  |
| 2002 |                 |         |                     |  |

| 2002 | Biarritz olympique | 32 - 27 | Stade toulousain |  |
| 2002 |                    |         |                  |  |
| 2002 |                    |         |                  |  |

### Finale
| 23 mars 2002 | Stade rochelais | 23 - 19 (9 - 3) | Biarritz olympique | Stade Marcel-Deflandre, La Rochelle 5 000 spectateurs Arbitre : Jean-Pierre Pellaprat |
| 23 mars 2002 | Essai(s) : 2 Venayre (64e, 71e) Transformation(s) : 2 Todeschini (64e, 71e) Pénalité(s) : 3 Todeschini (5e, 32e, 40e) Carton(s) jaune(s) : 1 Bozzi (80e) |                 | Essai(s) : 1 Peyrelongue (55e) Transformation(s) : 1 Legg (55e) Pénalité(s) : 4 Roff (3e), Legg (45e, 48e, 66e) Carton(s) jaune(s) : 2 Dabadie (58e), Puleoto (67e) | Stade Marcel-Deflandre, La Rochelle 5 000 spectateurs Arbitre : Jean-Pierre Pellaprat |
| 23 mars 2002 | |                 | | Stade Marcel-Deflandre, La Rochelle 5 000 spectateurs Arbitre : Jean-Pierre Pellaprat |

## Édition 2002-2003

### Quarts de finale
| 2003 | Stade rochelais | 26 - 12 | US Montauban |  |
| 2003 |                 |         |              |  |
| 2003 |                 |         |              |  |

| 2003 | Castres olympique | 24 - 10 | Stade toulousain |  |
| 2003 |                   |         |                  |  |
| 2003 |                   |         |                  |  |

| 2003 | Aviron bayonnais | 30 - 25 | Stade montois |  |
| 2003 |                  |         |               |  |
| 2003 |                  |         |               |  |

| 2003 | CS Bourgoin-Jallieu | 39 - 20 | USA Perpignan |  |
| 2003 |                     |         |               |  |
| 2003 |                     |         |               |  |

### Demi-finales
| 2003 | Stade rochelais | 33 - 10 | Castres olympique |  |
| 2003 |                 |         |                   |  |
| 2003 |                 |         |                   |  |

| 2002 | Aviron bayonnais | 13 - 28 | CS Bourgoin-Jallieu |  |
| 2002 |                  |         |                     |  |
| 2002 |                  |         |                     |  |

### Finale
| 27 mars 2003 | Stade rochelais | 22 - 20 (9 - 7) | CS Bourgoin-Jallieu | Stade Marcel-Deflandre, La Rochelle 4 500 spectateurs Arbitre : Christophe Berdos |
| 27 mars 2003 | Essai(s) : 1 Rivière (44e) Transformation(s) : 1 Bouché (44e) Pénalité(s) : 5 Bouché (2e, 17e, 24e, 64e, 70e) Carton(s) jaune(s) : 1 Pierre (59e) |                 | Essai(s) : 2 de pénalité (28e), Davis (55e) Transformation(s) : 2 Boyet (28e, 55e) Pénalité(s) : 2 Boyet (54e, 78e) Carton(s) jaune(s) : 1 Papé (58e) | Stade Marcel-Deflandre, La Rochelle 4 500 spectateurs Arbitre : Christophe Berdos |
| 27 mars 2003 | |                 | | Stade Marcel-Deflandre, La Rochelle 4 500 spectateurs Arbitre : Christophe Berdos |

## Bilan
| Club                | Victoire(s) | Premier(s) - Dernier(s) | Finale(s) perdue(s) | Première(s) - Dernière(s) |
| ------------------- | ----------- | ----------------------- | ------------------- | ------------------------- |
| Stade rochelais     | 2           | 2002-2003               | 0                   | -                         |
| AS Montferrand      | 1           | 2001                    | 0                   | -                         |
| FC Auch             | 0           | -                       | 1                   | 2001                      |
| Biarritz olympique  | 0           | -                       | 1                   | 2002                      |
| CS Bourgoin-Jallieu | 0           | -                       | 1                   | 2003                      |